# Beaumont-du-Lac
 Beaumont-du-Lac  (en occitano Beu Mont) es una población y comuna francesa, en la región de Lemosín, departamento de Alto Vienne, en el distrito de Limoges y cantón de Eymoutiers, a orillas del Lago de Vassivière.

## Demografía
| 218 | 179 | 156 | 149 | 129 | 132 | 159 |
| Para los censos de 1962 a 1999 la población legal corresponde a la población sin duplicidades (Fuente: INSEE [Consultar]) |     |     |     |     |     |     |